# 北緯64度線
北緯64度線（ほくい64どせん）は、地球の赤道面より北に64度の角度を成す緯線。大西洋、ヨーロッパ、アジア、北アメリカを通過する。
この緯度の下では、夏至点時の可照時間は21時間1分で、冬至点時は4時間12分である。

## 通過する地域一覧
北緯64度線は、本初子午線から東に向かって以下の場所を通っている。
| 地理座標                                               | 国土・領土・領海 | 備考                                         |
| ------------------------------------------------------ | ---------------- | -------------------------------------------- |
| 北緯64度0分 東経0度0分 / 北緯64.000度 東経0.000度      | 大西洋           | ノルウェー海                                 |
| 北緯64度0分 東経10度0分 / 北緯64.000度 東経10.000度    | ノルウェー       | スタインシャー - 市内を通過している。        |
| 北緯64度0分 東経12度45分 / 北緯64.000度 東経12.750度   | スウェーデン     |                                              |
| 北緯64度0分 東経35度42分 / 北緯64.000度 東経35.700度   | バルト海         | ボスニア湾                                   |
| 北緯64度0分 東経23度23分 / 北緯64.000度 東経23.383度   | フィンランド     |                                              |
| 北緯64度0分 東経30度28分 / 北緯64.000度 東経30.467度   | ロシア           |                                              |
| 北緯64度0分 東経36度15分 / 北緯64.000度 東経36.250度   | 白海             | オネガ湾                                     |
| 北緯64度0分 東経38度4分 / 北緯64.000度 東経38.067度    | ロシア           |                                              |
| 北緯64度0分 東経178度40分 / 北緯64.000度 東経178.667度 | ベーリング海     |                                              |
| 北緯64度0分 西経160度54分 / 北緯64.000度 西経160.900度 | アメリカ合衆国   | アラスカ州                                   |
| 北緯64度0分 西経141度0分 / 北緯64.000度 西経141.000度  | カナダ           | ユーコン準州 ノースウエスト準州 ヌナブト準州 |
| 北緯64度0分 西経88度41分 / 北緯64.000度 西経88.683度   | カナダ           | Roes Welcome Sound                           |
| 北緯64度0分 西経86度34分 / 北緯64.000度 西経86.567度   | カナダ           | ヌナブト準州 - サウサンプトン島              |
| 北緯64度0分 西経83度40分 / 北緯64.000度 西経83.667度   | カナダ           | South Bay (Nunavut)                          |
| 北緯64度0分 西経83度9分 / 北緯64.000度 西経83.150度    | カナダ           | ヌナブト準州 - サウサンプトン島              |
| 北緯64度0分 西経80度36分 / 北緯64.000度 西経80.600度   | カナダ           | Foxe Channel                                 |
| 北緯64度0分 西経78度2分 / 北緯64.000度 西経78.033度    | カナダ           | ヌナブト準州 - ミル島およびその近隣の島      |
| 北緯64度0分 西経77度30分 / 北緯64.000度 西経77.500度   | カナダ           | ハドソン海峡                                 |
| 北緯64度0分 西経72度44分 / 北緯64.000度 西経72.733度   | カナダ           | ヌナブト準州 - バフィン島                    |
| 北緯64度0分 西経64度40分 / 北緯64.000度 西経64.667度   | デービス海峡     |                                              |
| 北緯64度0分 西経51度38分 / 北緯64.000度 西経51.633度   | グリーンランド   |                                              |
| 北緯64度0分 西経40度38分 / 北緯64.000度 西経40.633度   | 大西洋           |                                              |
| 北緯64度0分 西経22度43分 / 北緯64.000度 西経22.717度   | アイスランド     | レイキャヴィークのちょうど南を通過する。     |
| 北緯64度0分 西経16度17分 / 北緯64.000度 西経16.283度   | 大西洋           |                                              |